# Der krumme Teufel
Der krumme Teufel (tiếng Việt: Con quỷ què hoặc Con quỷ ẻo lả) là vở opera đầu tiên của nhà soạn nhạc đại tài người Áo Joseph Haydn. Đây là vở opera hài và là tác phẩm ca kịch đầu tiên của Haydn, được viết lời bởi Johann Joseph Felix Kurz, dựa trên vở Le diable boiteux của Lesege. Vở opera này mang phong cách rất đặc trưng Đức thời đó: phong cách singspiel. Tác phẩm được trình diễn lần đầu tiên vào năm 1751 và gây được tiếng vang lớn. Nhờ tác phẩm này, Haydn có những kinh nghiệm quý báu về sáng tác các vở opera buffa. Hiện nay, phần nhạc đã mất, còn phần lời tồn tại với rất nhiều phiên bản khác nhau. 